# 22003 Startek
22003 Startek (1999 XO42) là một tiểu hành tinh vành đai chính được phát hiện ngày 7 tháng 12 năm 1999 bởi Nhóm nghiên cứu tiểu hành tinh gần Trái Đất phòng thí nghiệm Lincoln ở Socorro.